# Porte du Paradis
Pour l’article homonyme, voir  La Porte du paradis.

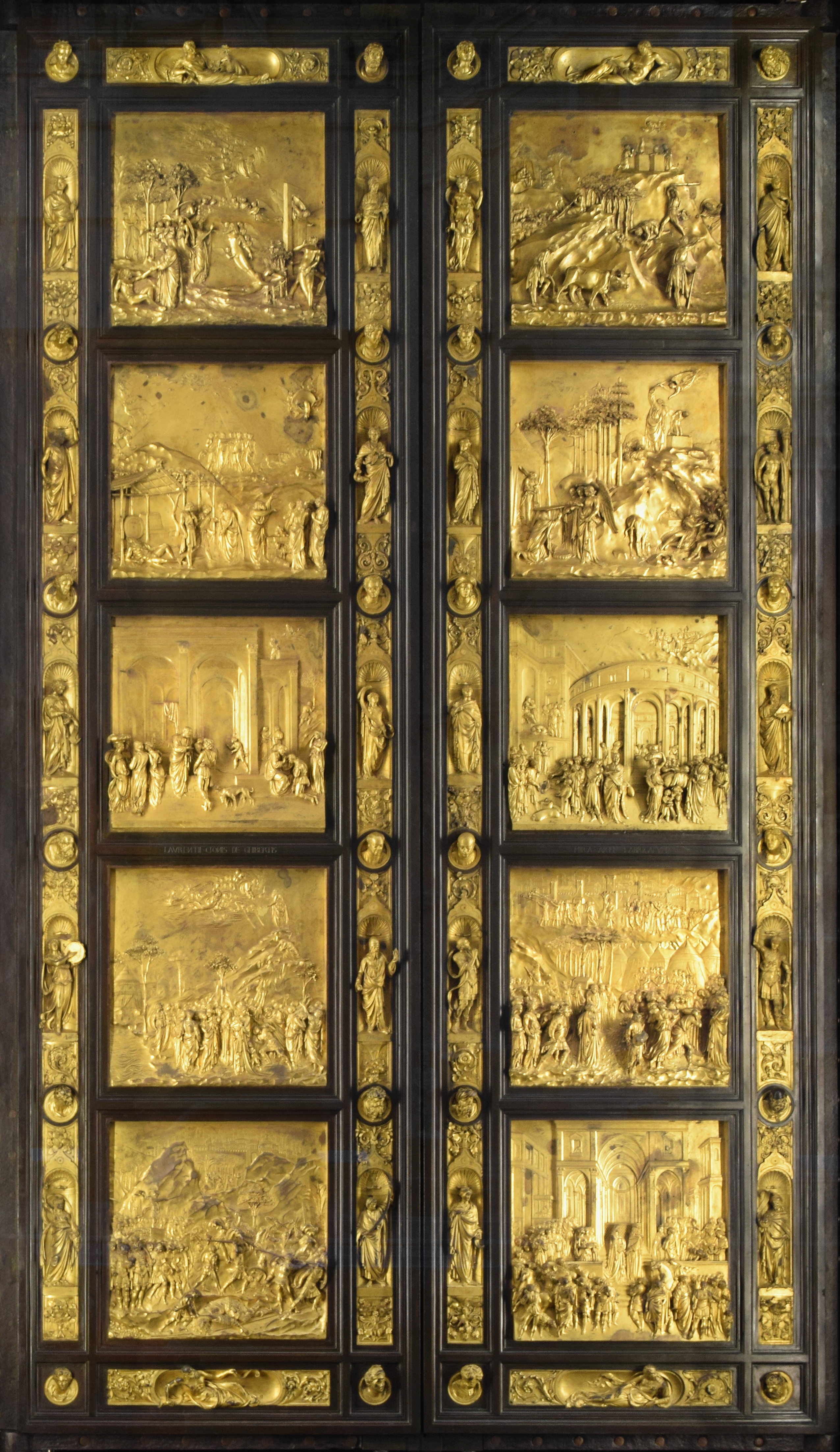
Original de la porte, au Museo dell'Opera del Duomo.

La porte du Paradis est la porte orientale du baptistère de Florence. Créée entre 1425 et 1452 par l'orfèvre et sculpteur Lorenzo Ghiberti, elle représente l'une des œuvres les plus célèbres de la Renaissance florentine. Pour sa réalisation, Lorenzo Ghiberti fut assisté par ses fils Vittorio et Tomaso. Luca della Robbia, Donatello, Michelozzo y collaborèrent aussi, ainsi que Benozzo Gozzoli  et Bernardo Cennini.
Entièrement en bronze doré, elle fut surnommée « porte du Paradis » par Michel-Ange, et Vasari la définira comme « la plus belle œuvre qui se soit jamais vue au monde, tant chez les Anciens que chez les Modernes ».
Endommagés lors de l'inondation de Florence en 1966, les panneaux sont démontés de leur châssis, puis restaurés, et mis à l'abri dans le proche Museo dell'Opera del Duomo.

## Histoire

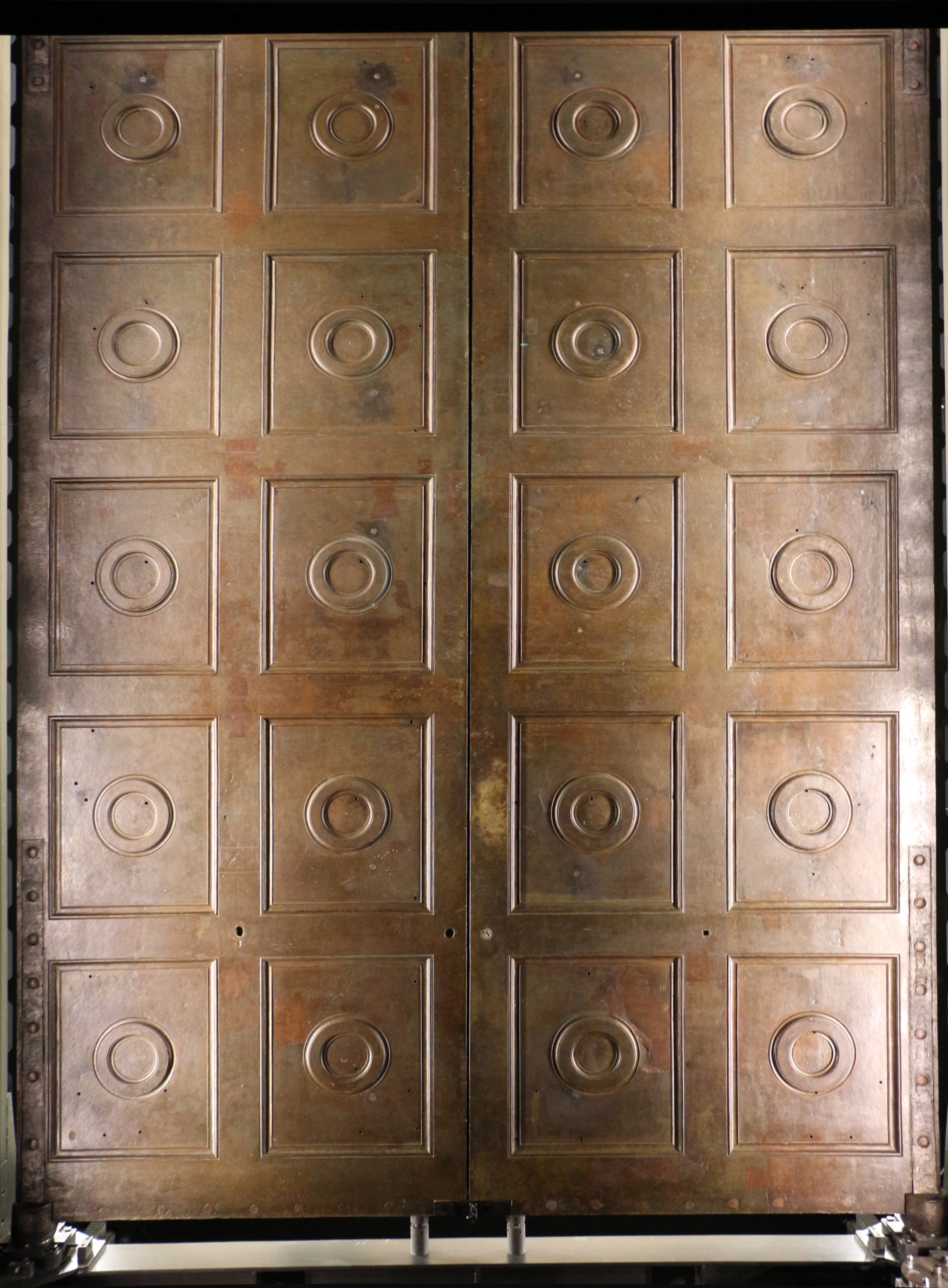
L'arrière de la porte, avec le motif à vingt-huit panneaux.

Les deux premières portes en bronze du baptistère, orientées au sud, ont été réalisées par Andrea Pisano et installées en 1336. Lorenzo Ghiberti avait achevé en 1424 la porte qui se trouve aujourd'hui sur le côté nord, née du célèbre concours de panneaux auquel Filippo Brunelleschi avait également participé, et qui était destinée à l'entrée principale du baptistère, à l'est, face à la cathédrale. Satisfaits du résultat, les Operai, par une procédure inhabituelle, décidèrent alors de confier immédiatement à Ghiberti, sans concours, la tâche de réaliser également la troisième porte, destinée au côté nord.
L'artiste a eu la liberté d'interpréter une série de scènes de l'Ancien Testament choisies par Leonardo Bruni, chancelier de la République et fin humaniste. Initialement, le schéma prévu devait être complètement similaire aux autres portes, avec vingt-huit panneaux, dont huit, dans les deux rangées inférieures, étaient réservés à des figures uniques de prophètes. L'idée de créer quelque chose de nouveau est venue au cours des travaux, à tel point que le motif de vingt-huit carrés centrés par des clous est encore visible sur la face arrière de la porte.

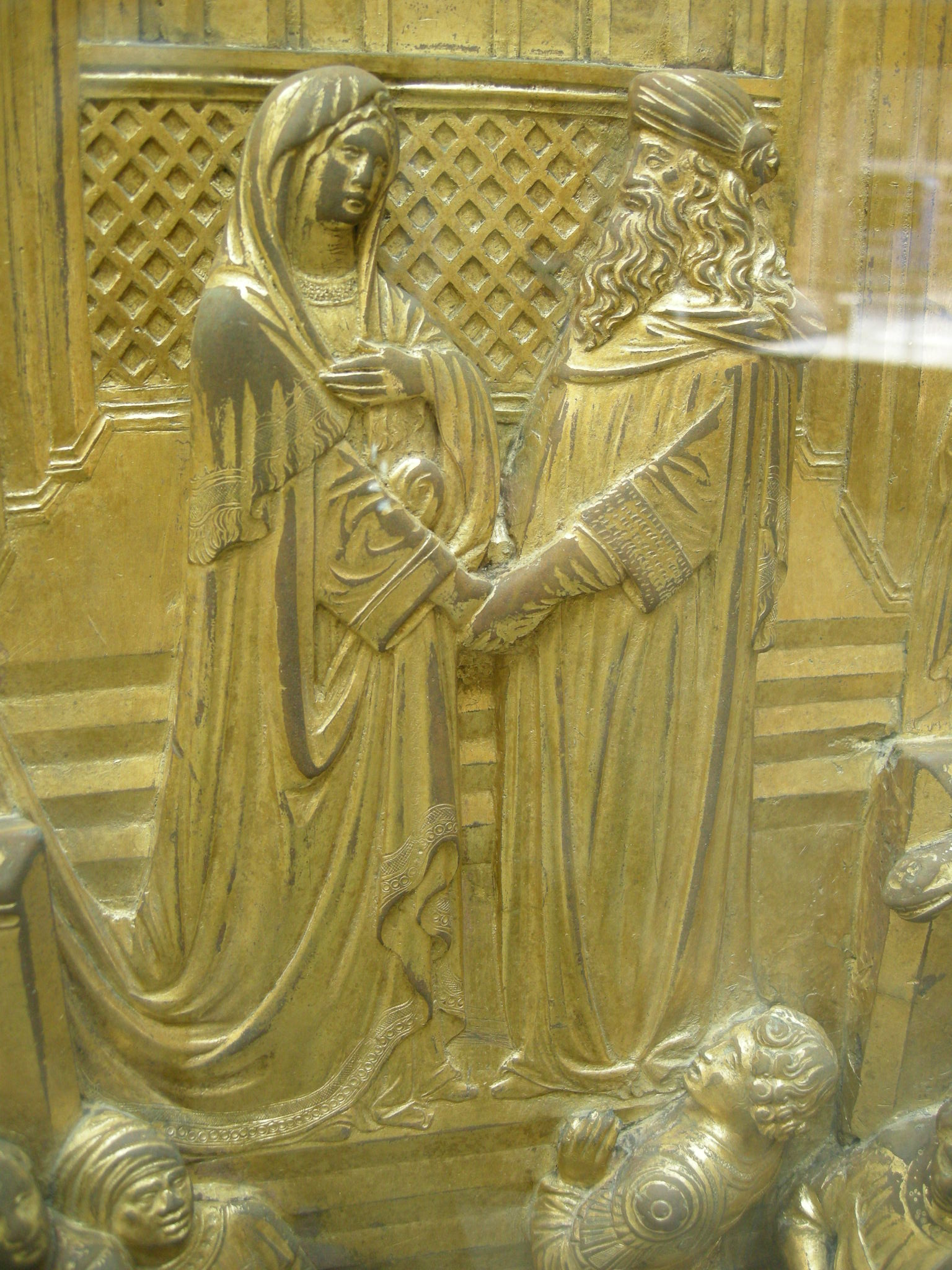
Rencontre entre Salomon et la reine de Saba (détail).

Spécialisé dans les scènes de plus grande ampleur à cette époque (les panneaux du baptistère de Sienne, l'arche de Saint Zanobi), Ghiberti dut réduire les cloisons et le nombre de panneaux et en agrandir le format, optant également pour la forme carrée plutôt que pour le quadrilobe désormais désuet. La nouvelle idée plut aux Operai, qui demandèrent à Ambrogio Traversari, général de l'Ordre des Camaldules et expert en grec, protégé par Cosme l'Ancien, de fournir un nouveau plan iconographique. Comme l'artiste lui-même le rappelle dans les Commentaires : « On m'a donné la permission de la construire la porte de la manière que je croyais la plus parfaite, la plus ornée et la plus riche », c'est-à-dire sans limite de dépenses.
On n’a pas non plus beaucoup pensé au temps : au final, la gestation a duré vingt-sept ans. Ce n'est qu'en 1452 que Ghiberti, alors âgé de 70 ans, installe les derniers panneaux de bronze. Au fil des ans, l'entreprise fut suivie par une multitude d'assistants et d'étudiants, parmi lesquels quelques artistes confirmés : outre les fils de l'artiste Vittore et Tommaso Ghiberti , il y eut Luca della Robbia, Donatello, Michelozzo (de 1436 à 1442), Benozzo Gozzoli (à partir de 1442) et Bernardo Cennini.

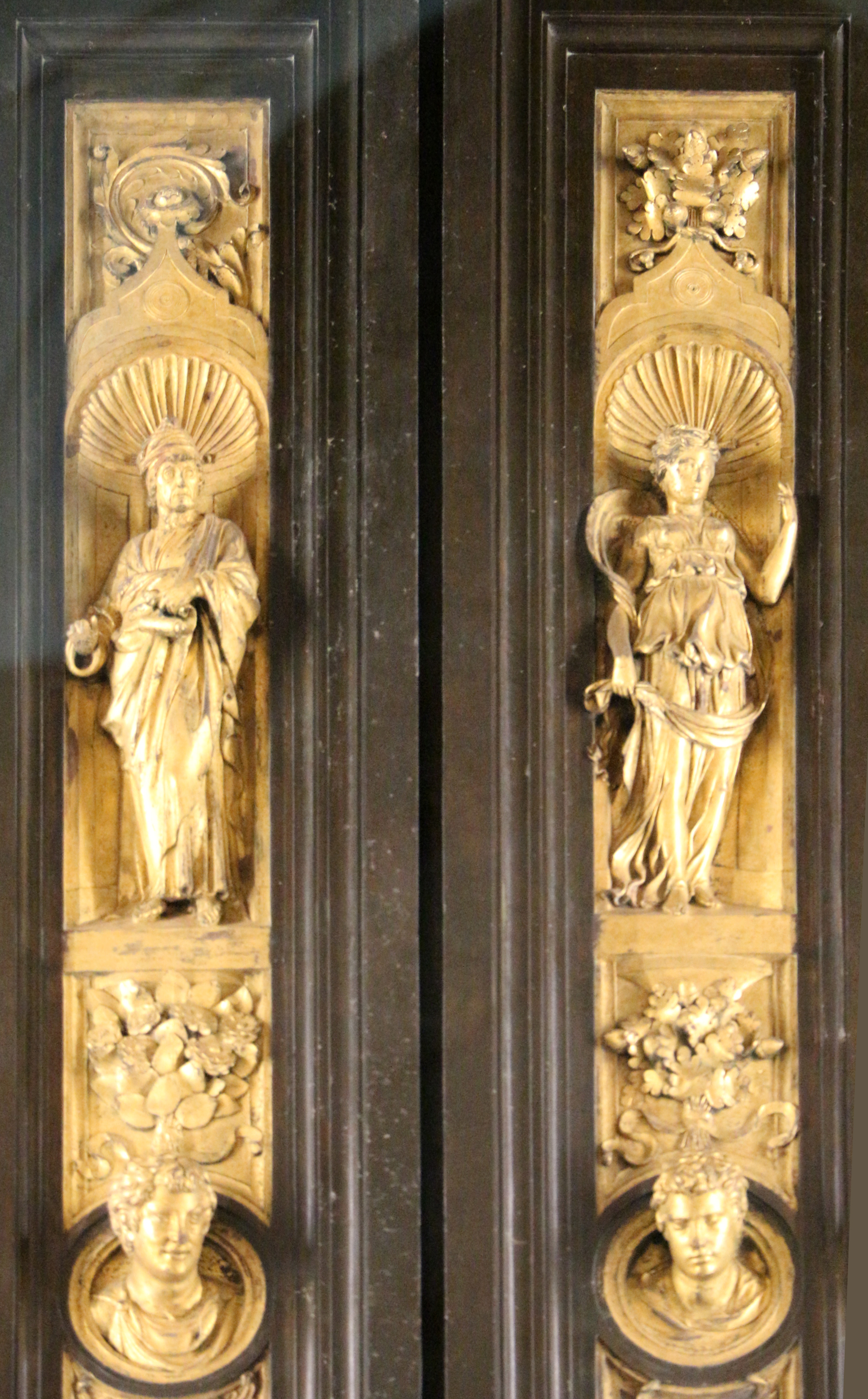
Les prophètes, sur la corniche.

La riche documentation de l'Opera del Duomo permet d'établir une brève chronologie des travaux : en 1429 les portes et le cadre étaient coulés, en 1439 cinq panneaux sur dix étaient prêts ; un autre fut achevé en 1443 et les quatre derniers virent le jour en 1447. Dans les phases finales, le rôle de son fils Victor devint de plus en plus important : depuis 1448, les parties décoratives accessoires restaient à terminer et, en 1451, père et fils furent autorisés à embaucher un plus grand nombre d'assistants, pour accélérer les dernières étapes. Finalement, en juillet 1452, eut lieu l'inauguration solennelle, avec un résultat tellement supérieur aux attentes qu'il fut décidé de réserver la place d'honneur devant la cathédrale aux nouvelles portes, en déplaçant l'autre porte de Ghiberti vers le côté nord, où se trouve encore aujourd'hui sa copie.
L'année suivante, en avril, la Guilde de la Laine décide d'offrir à Lorenzo et Vittore Ghiberti le bâtiment près de l'hôpital de Santa Maria Nuova, où la porte avait été travaillée, en échange du solde d'environ 250 florins qui leur était encore dû.
Peut-être le nom de « portes du Paradis » dérive-t-il de l'ancien nom du lieu, tandis que Vasari a fourni une version différente, attribuant l'idée à Michel-Ange, qui, observant les deux vantaux de bronze, aurait dit : « elles sont si belles qu'elles feraient bonne figure aux portes du Paradis ». Vasari lui-même a fait l'éloge de la porte : « la plus belle œuvre au monde qui ait jamais été vue parmi les anciens et les modernes », caractérisée par « la gravité [...], l'élégance et la grâce ».
La porte est restée en place pendant des siècles, bien conservée, grâce à la haute qualité du travail réalisé par Ghiberti, évitant ainsi toute restauration. Des photographies d'avant 1943 montrent la porte encore très sombre. Pour échapper aux bombardements, elle fut démontée et cachée dans un tunnel près de Florence. Après la guerre, une première restauration fut réalisée, dirigée par Bruno Bearzi, restaurateur officiel de la Surintendance. La porte revint ensuite au baptistère le 24 juin 1948, jour du saint patron de la ville.

## Restauration des panneaux
L'inondation de Florence en 1966 fit exploser la porte sous la force de l'eau et arracha six des dix panneaux du cadre, qui furent ensuite remis en place après un premier nettoyage de surface, en pratiquant de nouvelles fixations. À cette occasion, on s'est rendu compte que l'action des agents atmosphériques, aggravée par la pollution, avait déclenché un processus de dégradation des panneaux, avec la formation d'oxydes à la surface attaquant la dorure.
Il fut alors décidé de commencer une restauration complète confiée à l’Opificio delle pietre dure, en commençant par les six panneaux détachés lors de l'inondation. En 1990, alors que quatre panneaux étaient déjà en cours de restauration, la porte entière fut placée dans les entrepôts de l'Opificio et remplacée par une copie moderne, encore en place sur le baptistère, réalisée grâce à la généreuse contribution de la société japonaise Sun Motoyama, à partir d'un moulage réalisé dans les premières années de l'après-guerre. La fonte, réalisée par la société Marinelli, a suivi les méthodes traditionnelles, tandis que la dorure, réalisée par la société parisienne Chardon & Fils, a été préparée selon la méthode galvanique, car le procédé traditionnel et dangereux de l'amalgame au mercure, produisant des vapeurs toxiques, était désormais interdit.
Lors du nettoyage, il a été découvert que la dorure visible, en grande partie intacte, était celle d'origine, ce qui réfute l'hypothèse selon laquelle elle serait le résultat d'une restauration ultérieure.
Les panneaux restaurés ont été progressivement exposés au Museo dell'Opera del Duomo dans des vitrines spéciales contenant de l'azote : le dernier panneau à être exposé au public n'est revenu qu'en novembre 2006, quelques jours après le quarantième anniversaire de l'inondation.
Avec la restauration des portes, achevée en 2012, l'ensemble du portail a été remonté au Museo dell'Opera del Duomo. L'exposition a eu lieu le 8 septembre 2012, jour de la fête de l'Opera de Santa Maria del Fiore.

## Description

### Les corniches

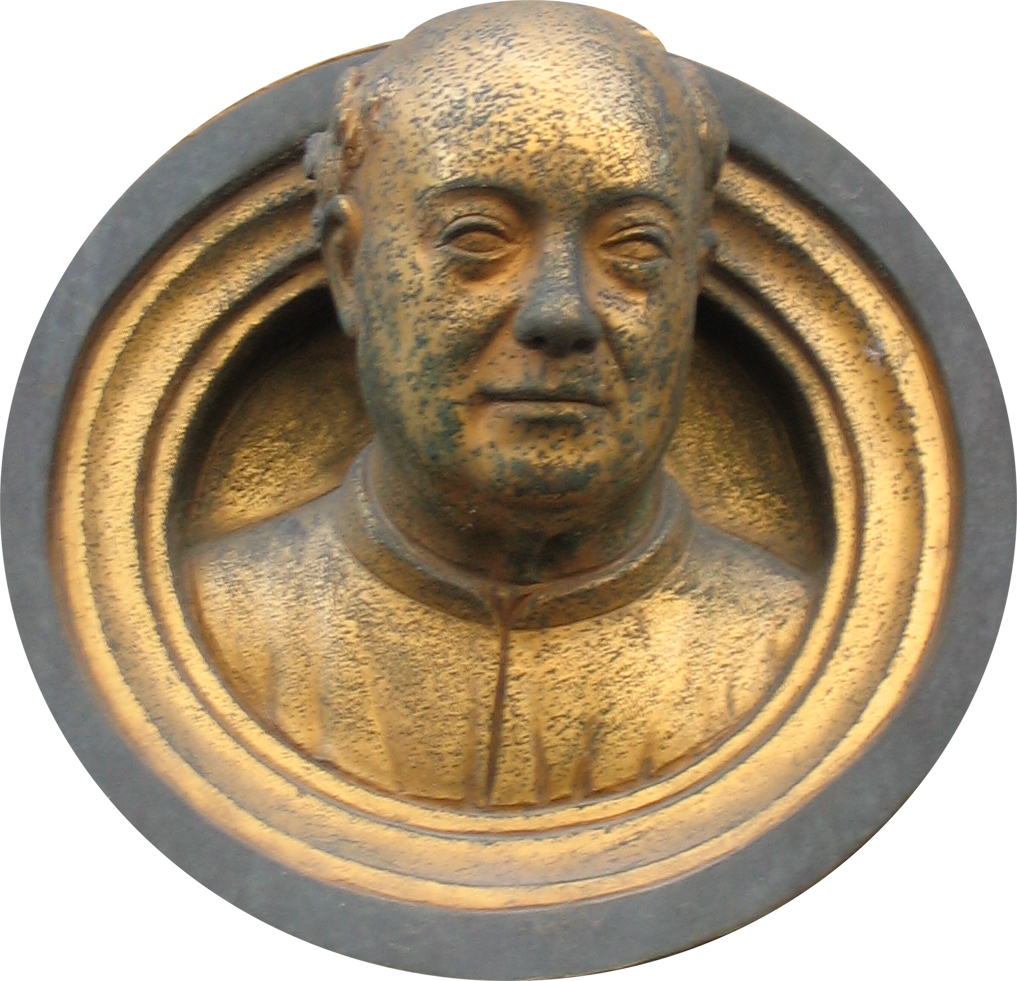
Autoportrait de Lorenzo Ghiberti, sur la corniche.

Chaque porte est encadrée par deux longues bandes dorées sur les côtés, une en haut, l'autre en bas, et des carrés à quatre têtes aux coins. Les bandes horizontales montrent chacune un personnage biblique ou un prophète, en position allongée, tandis que les bandes verticales en ont cinq chacune placés dans des niches, pour un total de 24 figures. De plus, entre les édicules, quatre têtes saillantes par rangée forment, avec celles des angles, un total de vingt-quatre, dédiées aux prophètes et aux sibylles. Plus ou moins à la hauteur du spectateur, au centre, Ghiberti a inséré son autoportrait en une petite tête
Dans l'encadrement de la porte de gauche, entre les Histoires d'Isaac et celles de Moïse, se trouve la signature de l'artiste en écriture à l'ancienne, avec le « N » à la diagonale inversée : « LAVREИTII CIOИIS DE GHIBERTIS » ; sur l'autre porte, elle continue à la même hauteur : « MIRA ARTE FABRICATVM ».
Des guirlandes de plantes et d'animaux en bronze doré courent le long des jambages et de l'architrave. Dans les guirlandes se trouvent divers petits animaux, tels que des sauterelles, des grenouilles, des cigales et des lézards, qui rappellent des citations savantes tirées de Pline et citées également dans les Commentaires : le plus grand bronzier de l'Antiquité, Myron, avait en effet, selon l'historien romain, réalisé un monument à la cigale et à la sauterelle ; le lézard était également présent dans une célèbre statue de Praxitèle, l'Apollon sauroctone , et deux architectes avaient signé le portique d'Octavie à Rome des noms de Batrachos (grenouille) et Sauros (lézard).

### Les panneaux

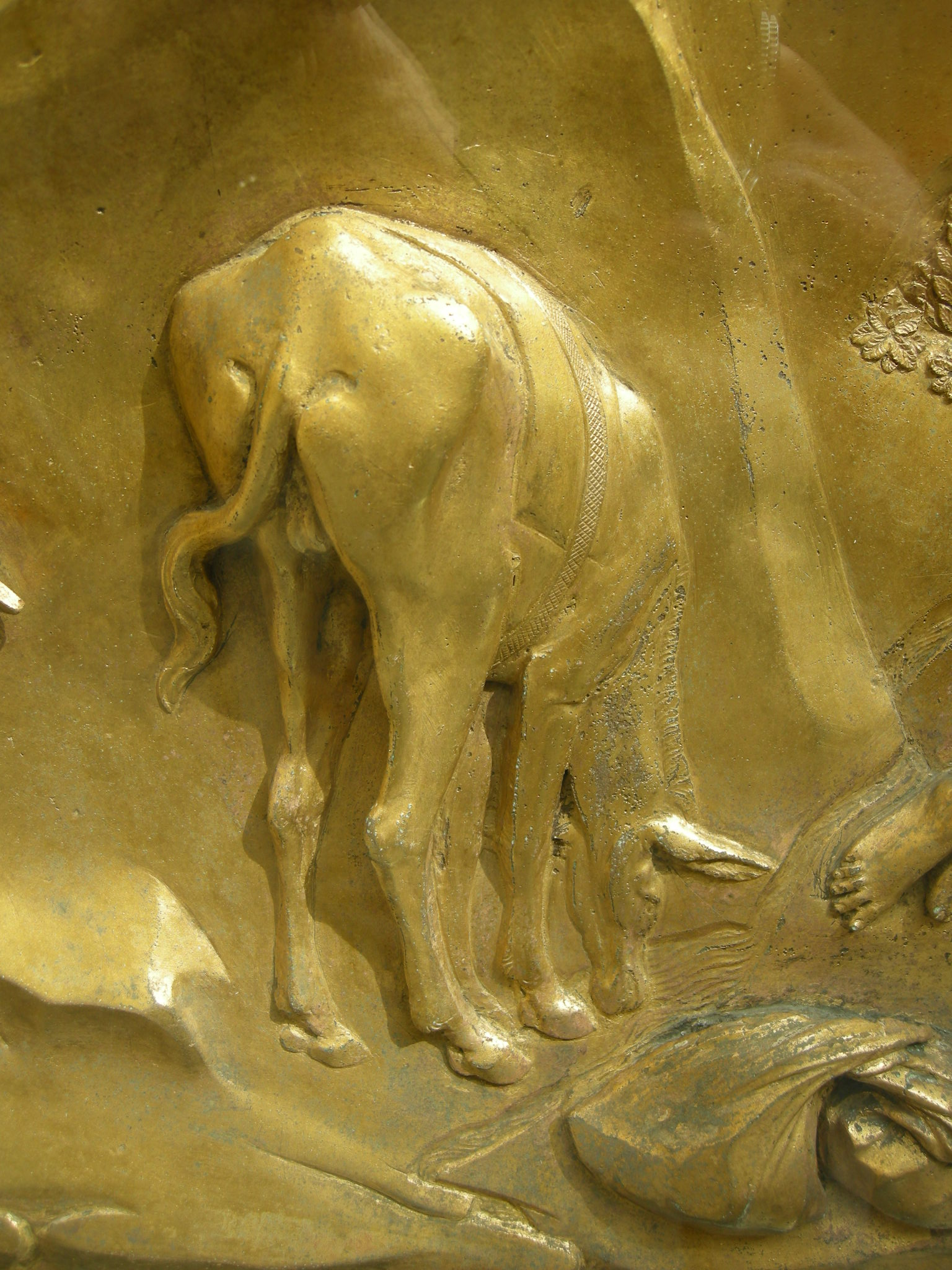
Un âne en raccourci (Histoires d'Abraham).

Après les trois premiers panneaux, centrés sur le thème du péché, à partir du quatrième, le rôle salvifique de Dieu et la préfiguration de la venue du Christ commencent à être mis en évidence de manière plus explicite : le sacrifice d'Isaac rappelle celui du Christ, la renonciation au droit d'aînesse d'Esaü à Jacob rappelle le passage du témoin du peuple élu aux Gentils, et l'histoire de Joseph vendu par ses frères et leur faisant ensuite miséricorde rappelle le Christ qui se sacrifie et qui pardonne ensuite. Cette dernière scène, avec le protagoniste trahi par ses frères, puis leur sauveur et porteur de bien-être pour toute la communauté, semble être une projection discrète mais évidente de l'histoire de Cosme de Médicis, d'abord expulsé, puis accueilli de nouveau par la ville, sous le contrôle de laquelle s'ouvrait une ère de prospérité renouvelée.

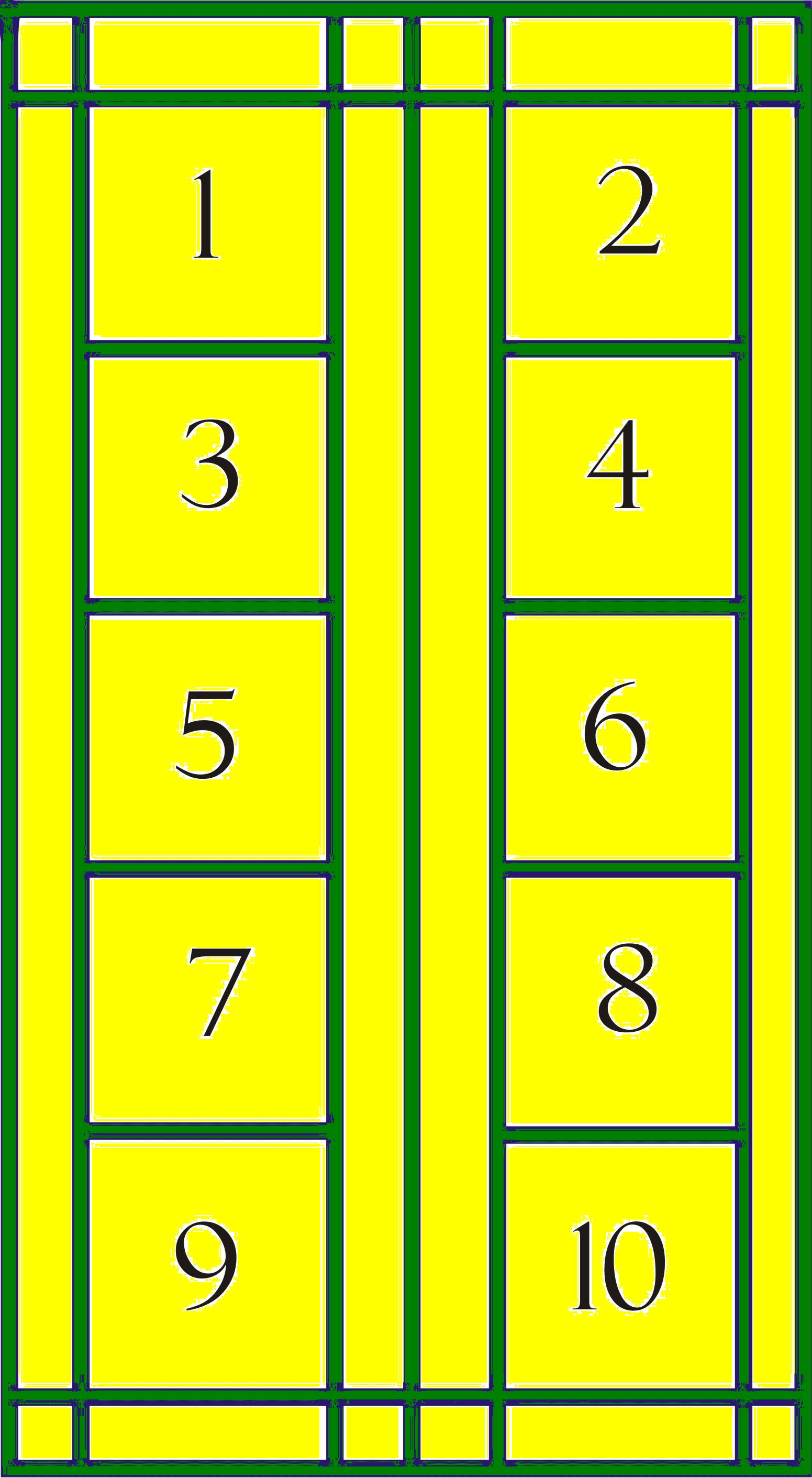
Schéma des panneaux de la porte du paradis

Les trois scènes suivantes (Moïse, Josué et David) réitèrent comment le salut humain dépend de l'intervention divine, tandis que la dixième (Rencontre entre Salomon et la reine de Saba) a une double signification, à la fois comme un mariage idéal entre le Christ et son Église, et comme une célébration du succès politique des Médicis dans la réunion des Églises d'Occident et d'Orient lors du Concile de Florence en 1439.
Il est possible d'identifier la chronologie interne des panneaux en analysant l'un des plus anciens, celui des Histoires de Caïn et Abel, composé de six épisodes dispersés dans le paysage, difficiles à lire, car ils se déplacent d'abord de la gauche, de l'arrière-plan vers le premier plan, puis, dans la même direction, vers la droite.
Chaque panneau carré regroupe plusieurs récits bibliques représentés simultanément. Par rapport à la porte d'Andrea Pisano ou à la porte nord, chaque panneau montre de nombreux épisodes, différenciés par la position et la hauteur du relief (du relief plat à l'arrière-plan au haut relief au premier plan). Ainsi, plus de cinquante scènes sont représentées au total.

#### 1. Adam et Ève
1er plan, en bas
- À gauche, Dieu crée Adam ;

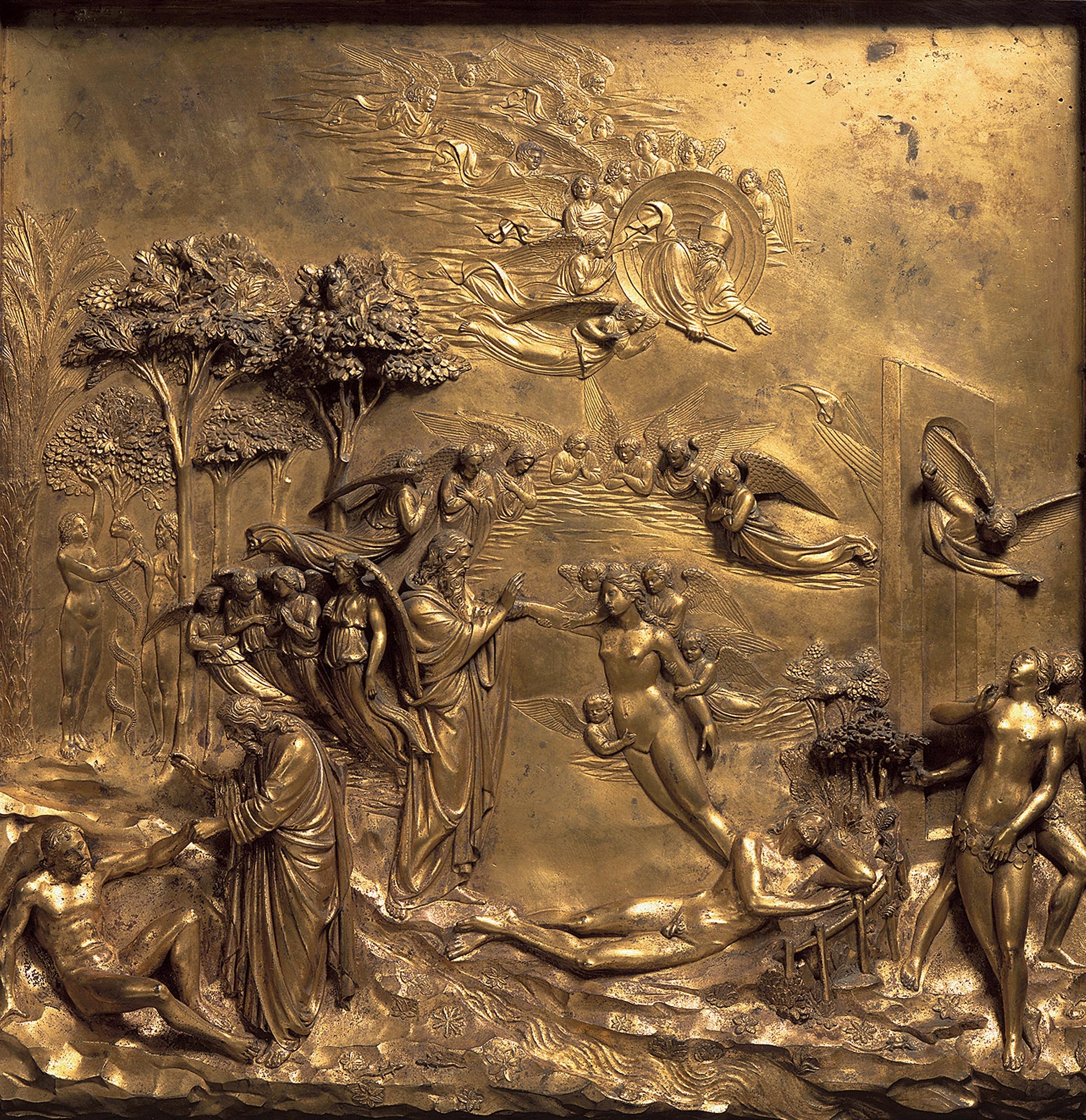
1. Adam et Ève.

- Au centre, Dieu fait naître Ève d'une côte d'Adam, couché ;
- À droite, Adam et Ève sont chassés du Paradis terrestre.

Arrière-plan, en haut
- Sous l'arbre, Adam et Ève entourent le serpent ;
- En haut, depuis une nuée, Dieu condamne Adam et Ève ;
- L'ange du châtiment leur ferme la porte du Paradis.

#### 2. Caïn et Abel

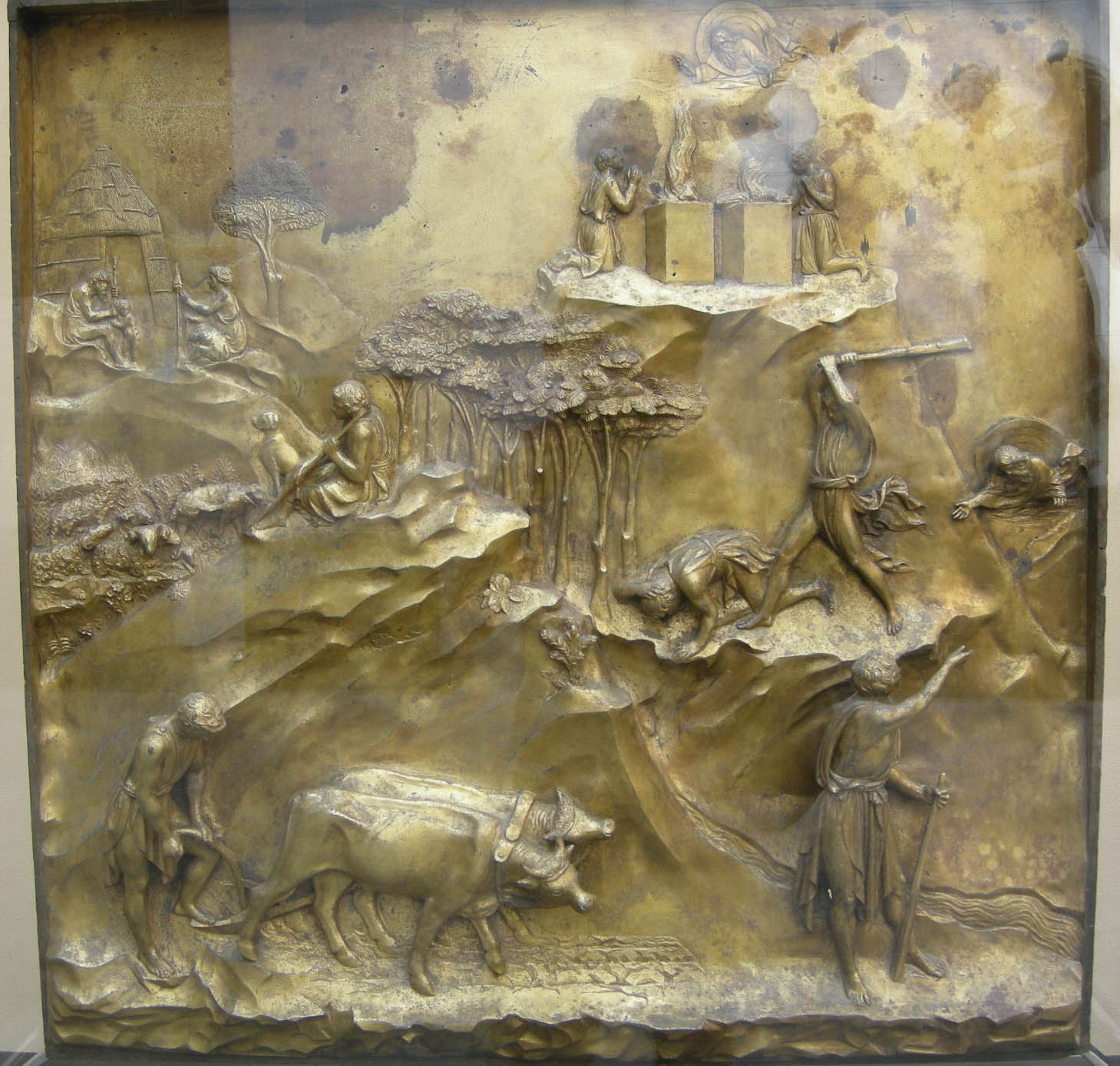
2. Caïn et Abel.

La lecture des scènes se fait en zigzag à partir du haut à gauche.
Arrière-plan, en haut
- À gauche, la vie paisible en famille, près de laquelle Abel élève ses brebis ;
- En haut, le sacrifice : Abel offre une brebis, et Caïn le produit de sa terre ;
- Au milieu à droite, Caïn tue Abel.

1er plan, en bas
- À droite, Dieu bannit Caïn ;
- À gauche, Caïn doit labourer une terre difficile.

#### 3. Noé
Arrière-plan

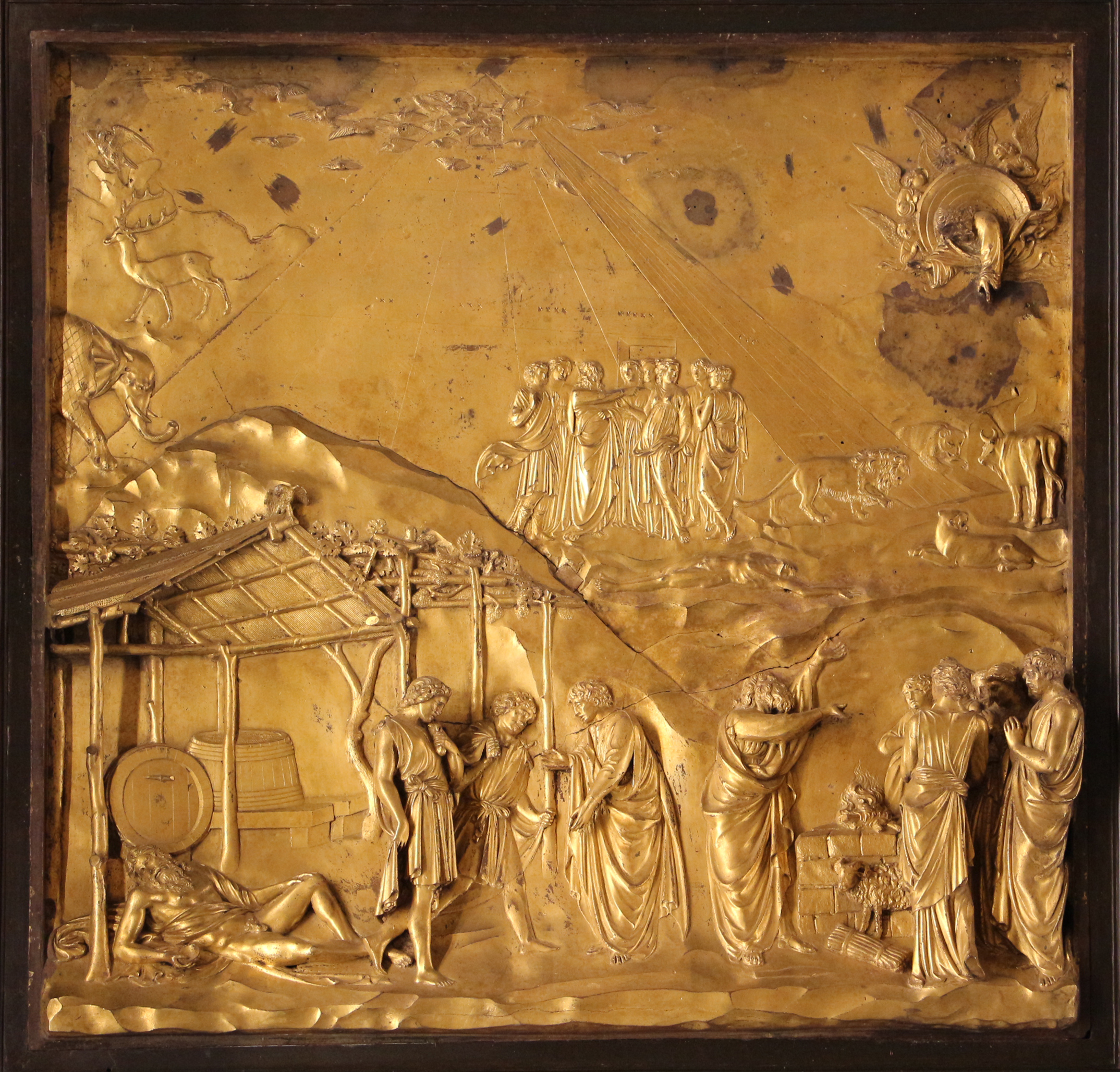
3. Noé.

- Après le déluge, les animaux quittent l'Arche, ainsi que Noé et sa famille, dont descendra désormais toute l'humanité.

1er plan
- À droite, Noé offre des holocaustes à Dieu, qui les accepte et conclut avec Noé une alliance. L'arc-en-ciel témoigne de cette alliance[11].

- En bas à gauche, Noé est devenu fermier et plante une vigne. Un jour, Noé, ayant bu trop de vin, s'endort et se trouve nu sous une tente.
- Au centre, ses trois fils délibèrent de la conduite à tenir.

#### 4. Abraham
1er plan

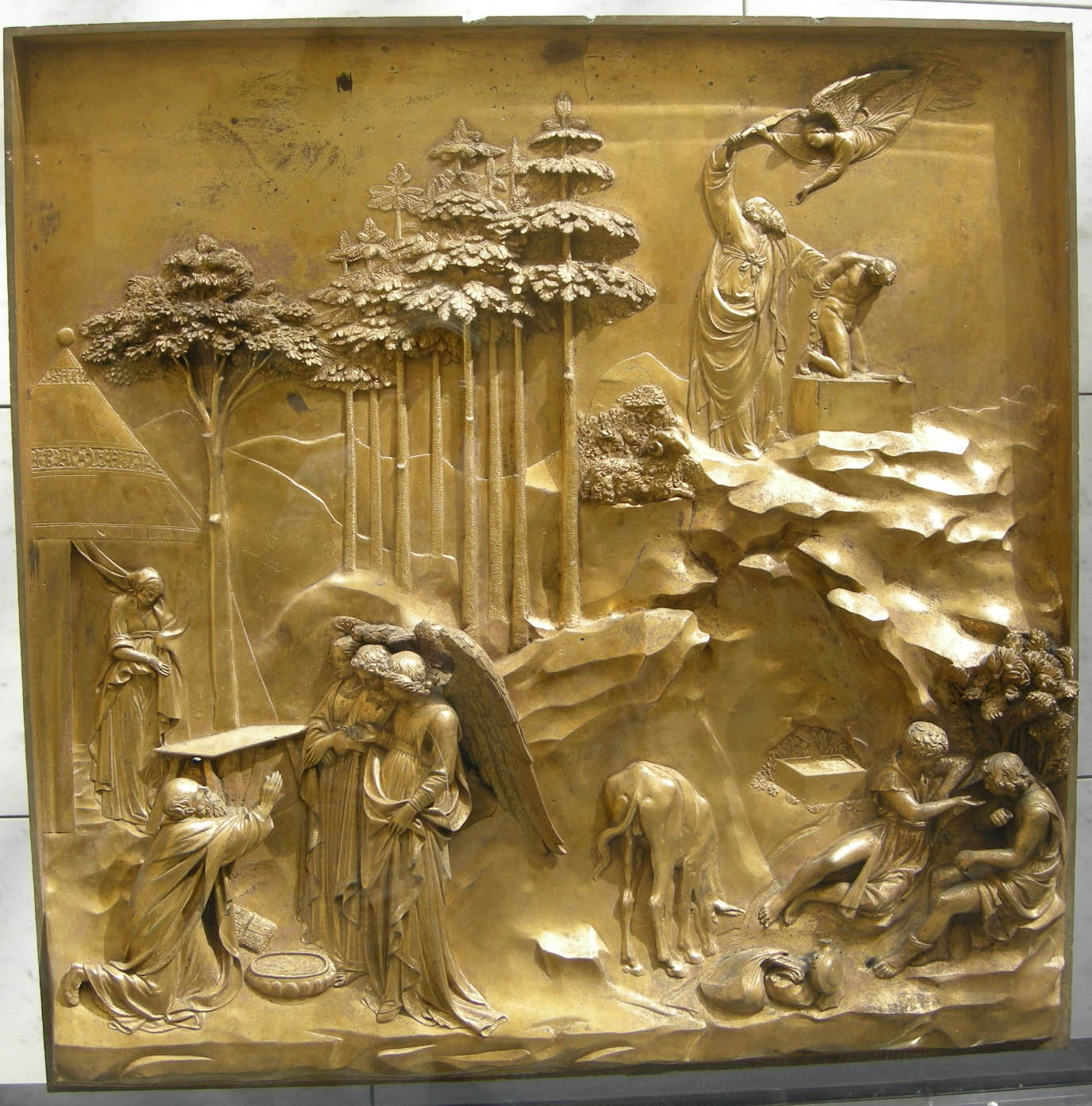
4. Abraham

- À gauche, Dieu se fait voir à Abraham aux chênes de Mambré, et trois hommes sont postés devant lui. « Il voit, court à leur abord, de l'ouverture de la tente et se prosterne à terre. » Puis Abraham leur offre l'hospitalité. Dieu répète à Abraham que Sarah aura un fils.
- À droite : Abraham part avec Isaac, un âne et deux adolescents[12].

Arrière-plan
- À droite, Abraham sacrifie Isaac.

#### 5. Isaac, Ésaü et Jacob
- Naissance d'Esaü et Jacob

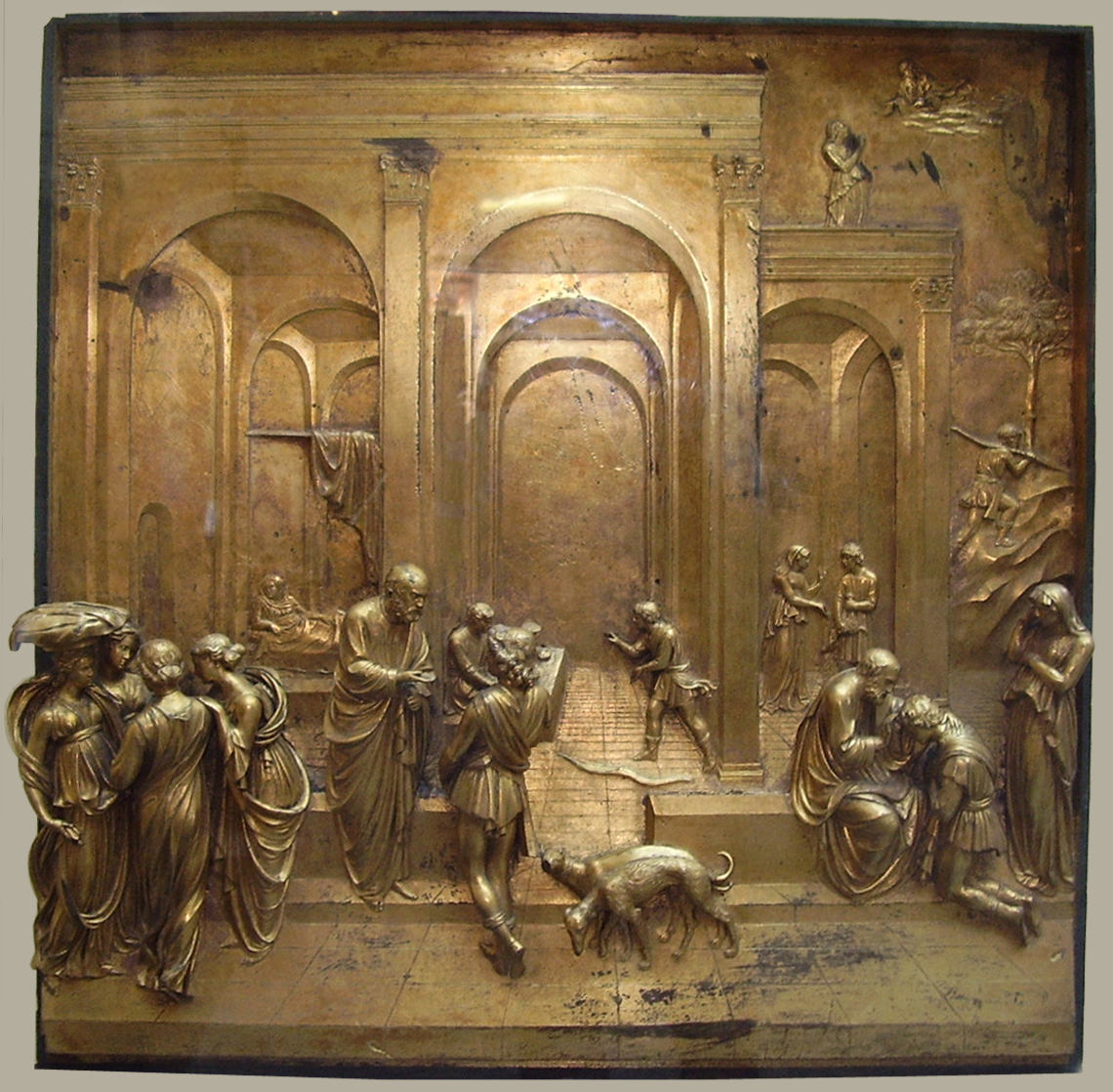
5. Isaac, Ésaü et Jacob

- Esaü partant à la chasse salué par son père Isaac
- La supercherie de Rebecca et Jacob
- Isaac bénit Jacob

#### 6. Joseph

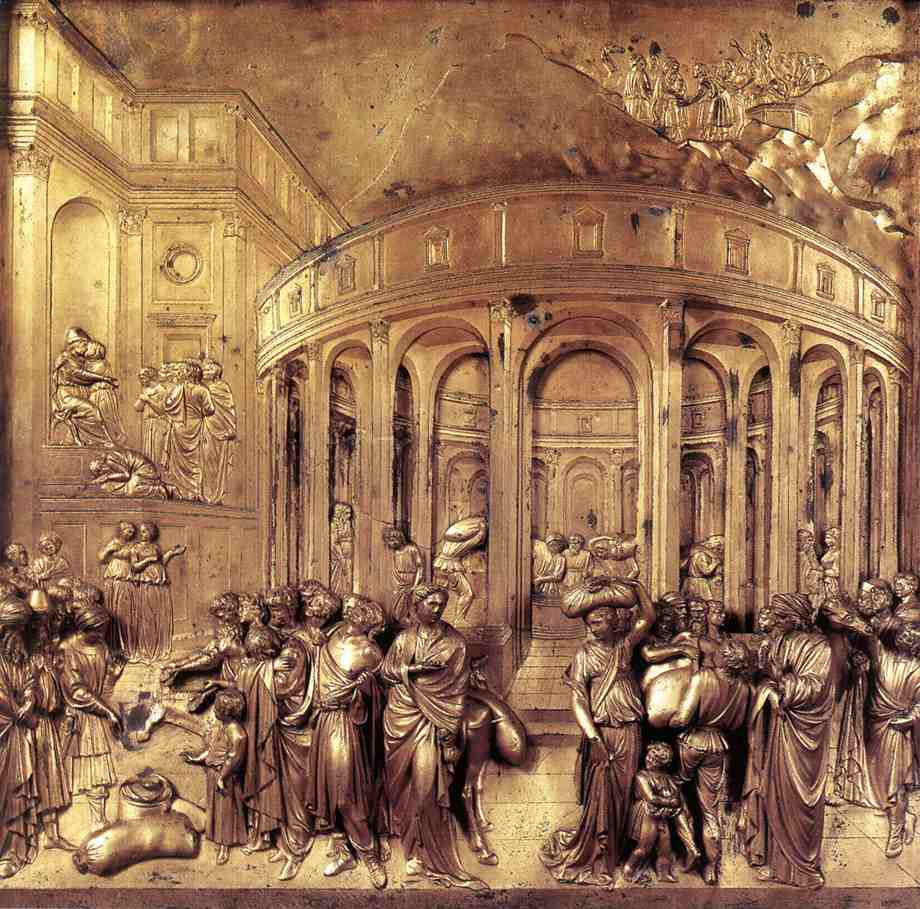
6. Joseph

- Joseph jeté par les frères dans le puits ;
- Joseph vendu aux marchands ;
- Livraison de Joseph au pharaon ;
- Interprétation du rêve du pharaon ;
- Le pharaon rend honneur à Joseph ;
- Jacob envoie ses enfants en Égypte pour prendre le blé ;
- Joseph reconnaît ses frères, leur pardonne et retourne chez lui à la maison de son père.

#### 7. Moïse

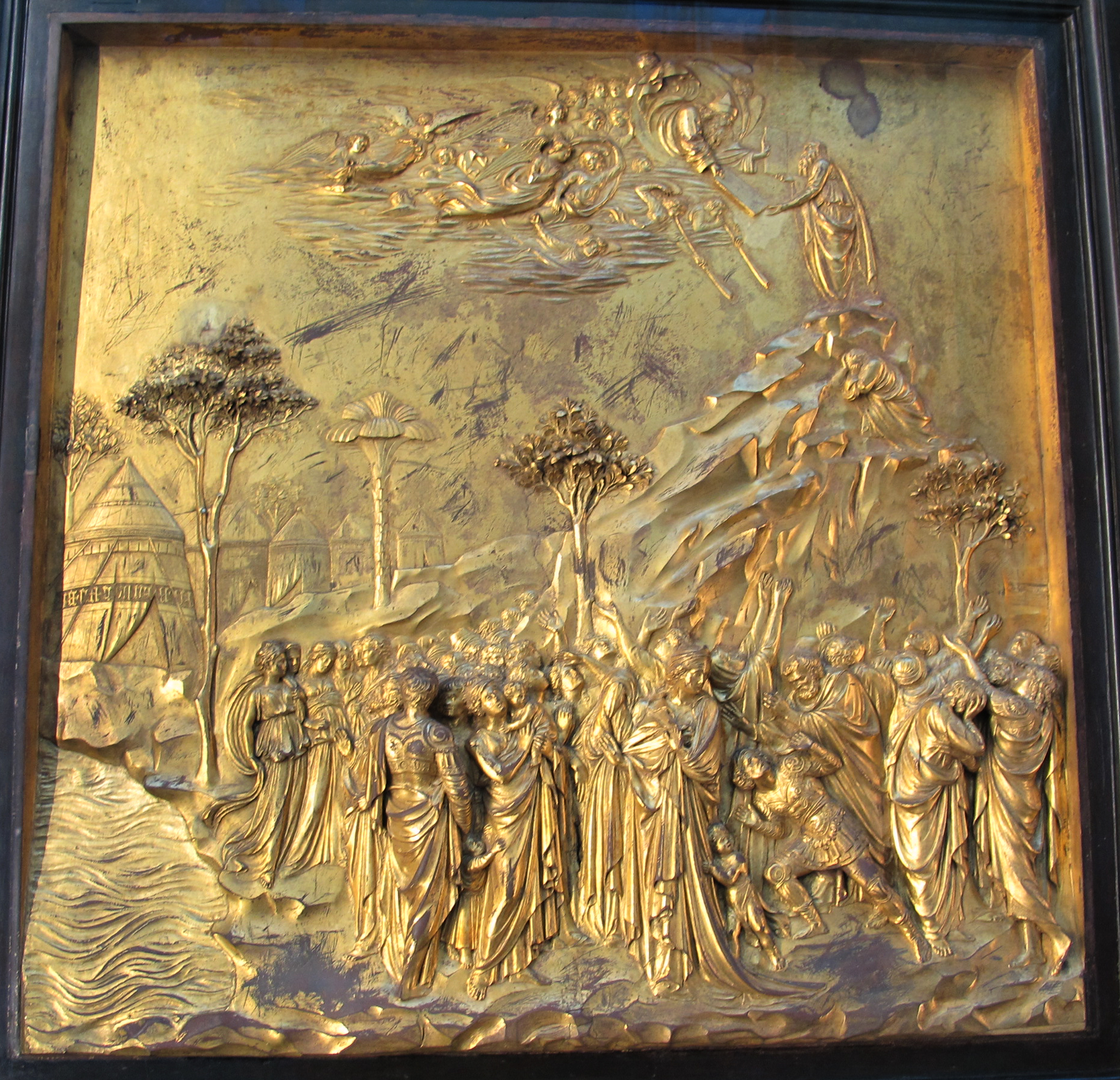
7. Moïse

- Moïse conduit son peuple au pied du mont Sinaï, où il monte recevoir le Décalogue, les Tables de la Loi.

#### 8. Josué

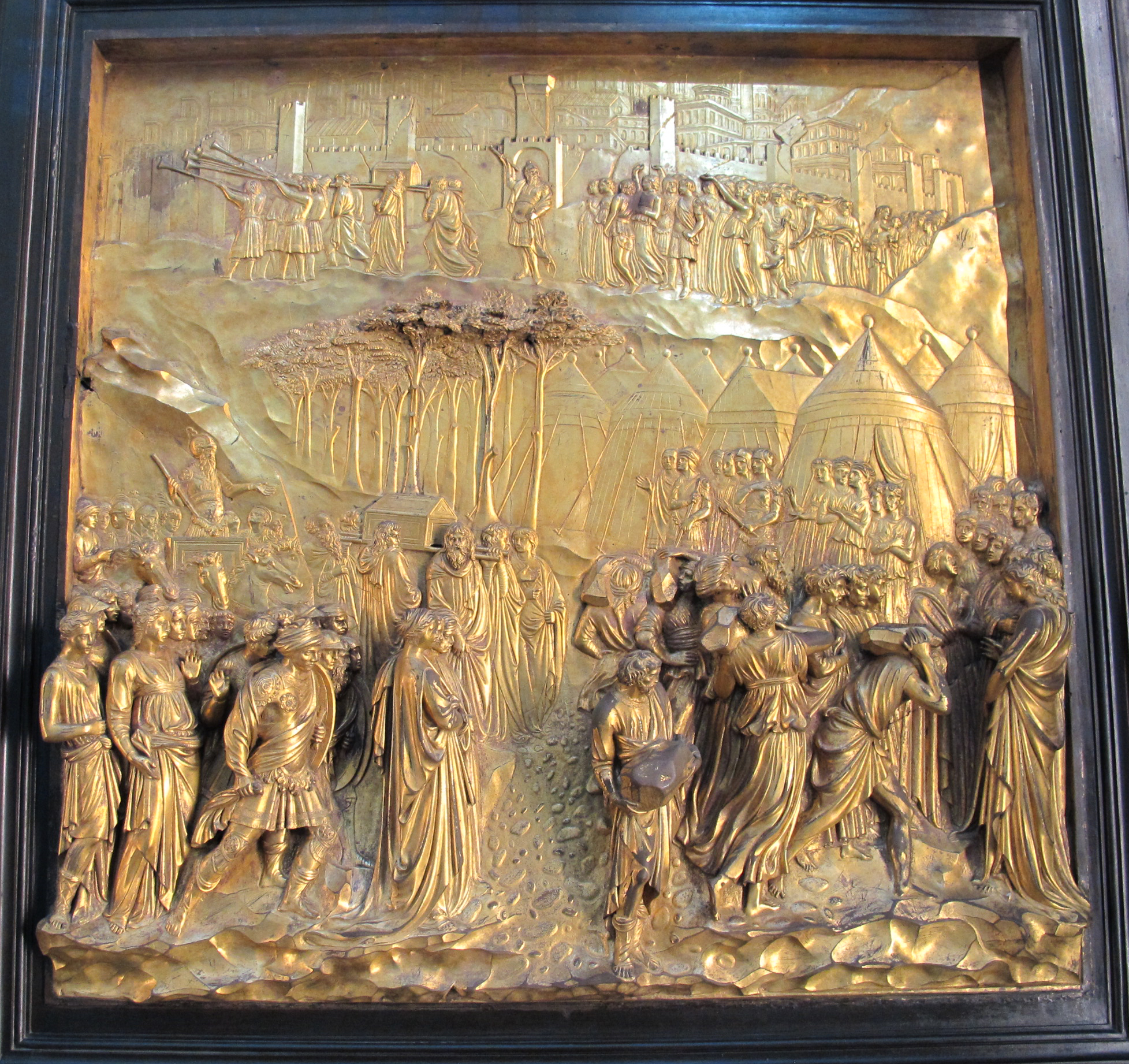
8. Josué

- Josué et les Israélites devant les murailles de Jéricho.

#### 9. David

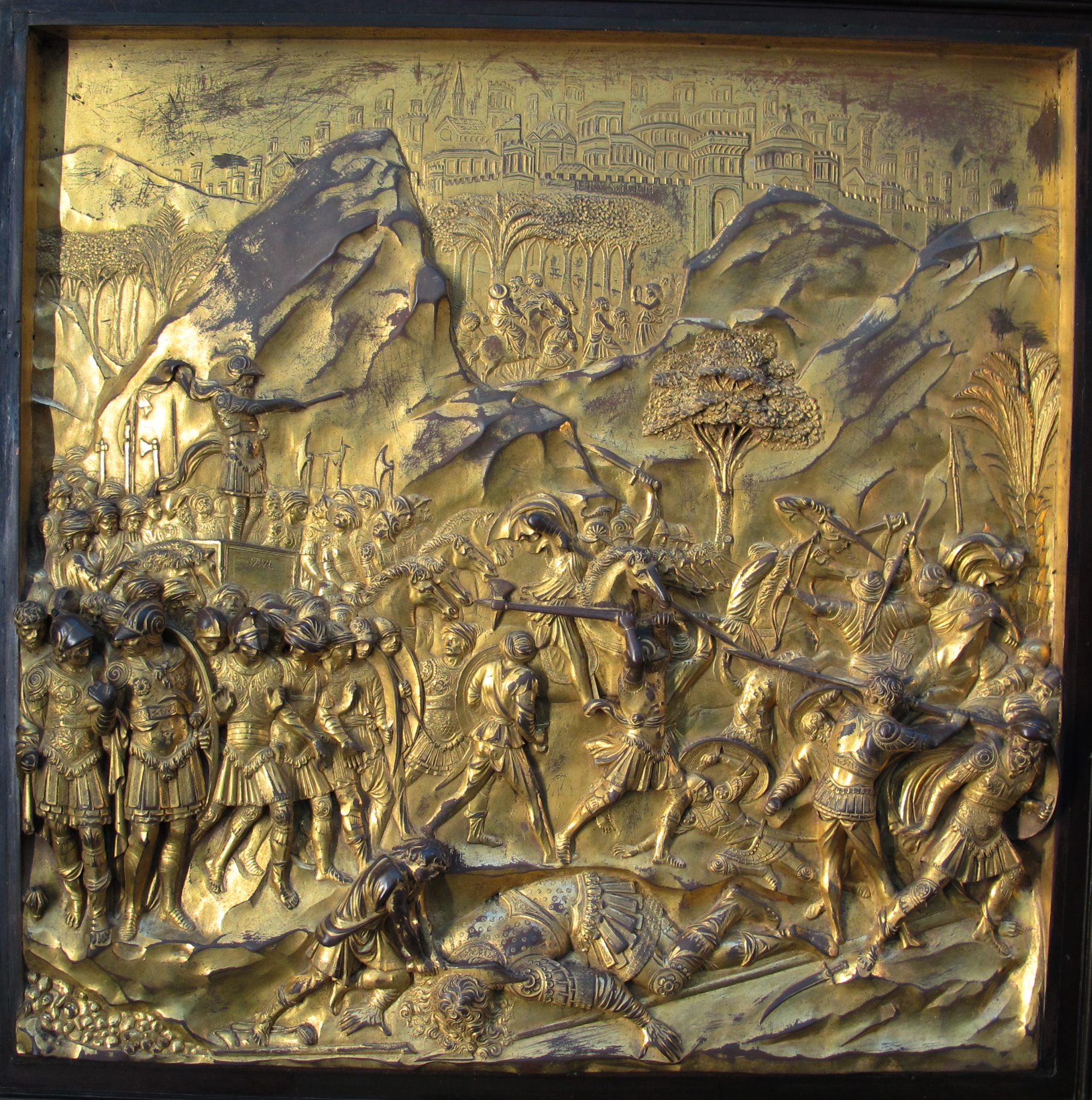
9. David

- David repousse les Philistins à deux reprises et conquiert aux Jébuséens la ville de Jébus, l'actuelle Jérusalem[13] dont il fait sa capitale[14]. Il fortifie la ville et en fait un site religieux en y transférant l'Arche d'alliance.

#### 10. Salomon et la reine de Saba

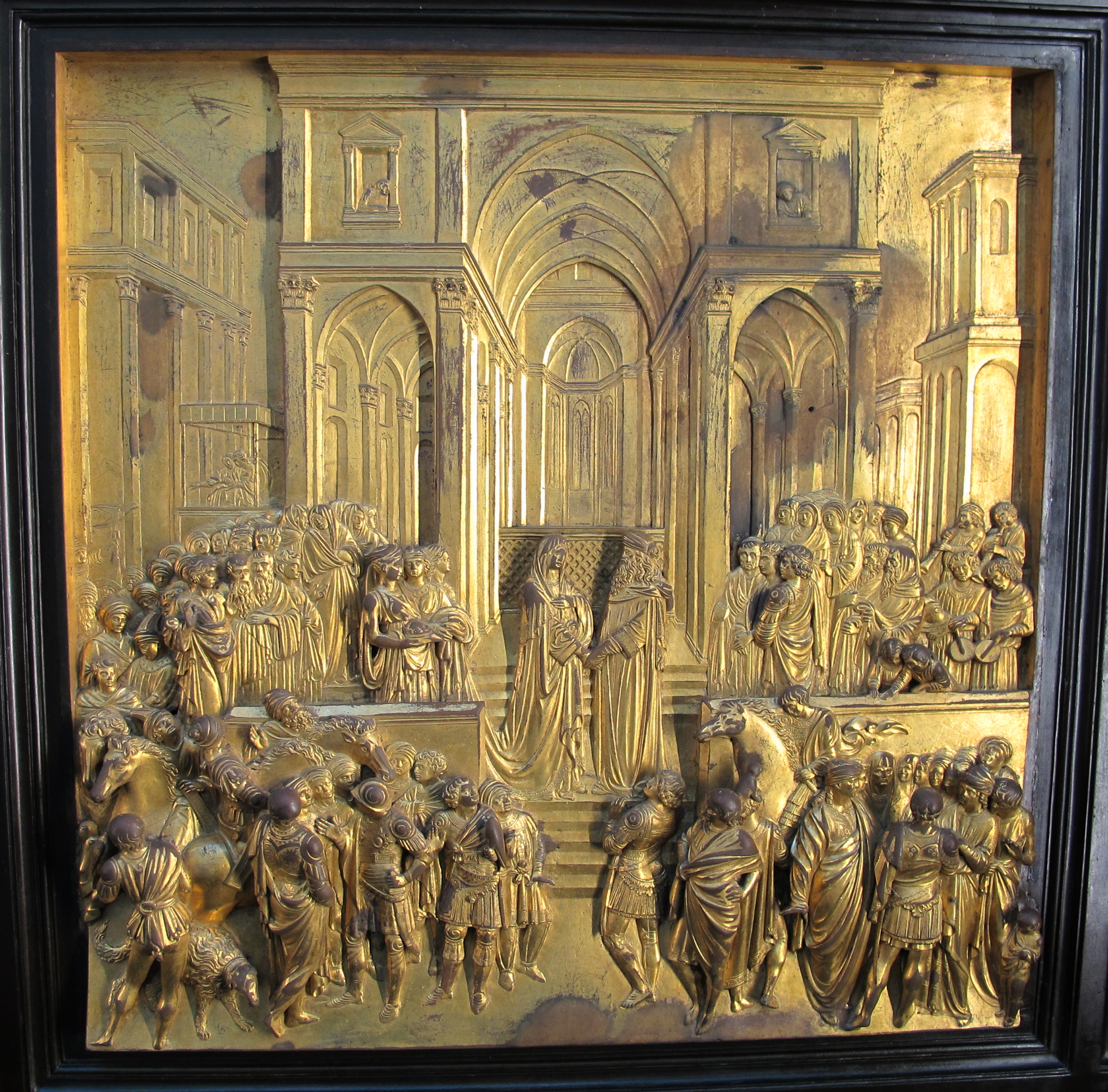
10. Salomon et la reine de Saba.

- La reine de Saba arrive à Jérusalem accompagnée d'une grande suite, « avec des chameaux portant des épices, et beaucoup d'or et de pierres précieuses » (1 Rois 10,2). Durant sa visite à Salomon, elle pose au roi de nombreuses questions auxquelles ce dernier répond correctement (1 Rois 10,3). Elle est impressionnée par la sagesse et la richesse de Salomon et lui offre « cent vingt talents d'or, une très grande quantité d'aromates, et des pierres précieuses. » (1 Rois 10,10).

## Style
Dans les panneaux ultérieurs, une plus grande lisibilité a été obtenue en donnant plus d'espace à certains épisodes au détriment d'autres, afin de rationaliser l'image à l'aide d'un fond architectural régulier. Un exemple en est le Sacrifice d'Isaac, où les personnages se fondent dans le paysage environnant de sorte que le regard est dirigé vers la scène principale représentée, en haut à droite.
Les significations complexes, à plusieurs niveaux, sont transmises dans un langage simple mais très cultivé, avec des personnages se déplaçant naturellement en arrière-plan et une grande profusion de citations allant de l'art classique à l'art gothique. Le premier plan présente généralement des figures en haut relief, qui deviennent de plus en plus plates à mesure que l'on progresse vers les plans plus profonds, l'œil étant conduit en profondeur par les très légères transitions spatiales, qui exploitent au maximum le potentiel illusionniste de l'effet aplati. La perspective fusionne les différents épisodes, mais elle n’est jamais appliquée rigoureusement, poussant seulement jusqu’à créer un espace bien défini et unitaire, favorisant la clarté narrative.
Cependant, un goût gothique tardif demeure, dans l'attention portée aux moindres détails, dans la définition des figures aux lignes ondulées et élégantes (comme les Anges dans les Histoires d'Isaac), dans la variété des plantes et des animaux représentés, etc.
Le langage apparaît donc captivant, exempt de dureté et mis à jour dans le style moderne, mais non pas selon un canon révolutionnaire, mais plutôt de médiation, qui a assuré à Ghiberti une diffusion vaste et immédiate.